# Francis Petter
Francis Petter, né le 28 juillet 1923 à Paris et mort le 21 janvier 2012 à Conches-sur-Gondoire,, est un zoologiste français, frère cadet de Jean-Jacques Petter.

## Biographie
Passionné de nature, Francis Petter devient vétérinaire tout en complétant sa formation de naturaliste à l'université car depuis longtemps, il fréquente assidûment le Muséum national d'histoire naturelle et en particulier le laboratoire des Mammifères et Oiseaux. Il y est nommé en 1949 assistant pour s'occuper des collections de mammifères. Pendant toute sa carrière au Muséum, Francis Petter se consacre à l'enrichissement de la collection de mammalogie et à la diffusion des connaissances sur la nature, tout en dirigeant la revue Mammalia.
Ainsi, il va impulser un élan déterminant à la collection mammalogique qui va s'accroître de plus 30 000 spécimens en 40 ans. Nommé sous-directeur en 1961, il constitue une équipe de mammalogistes avec laquelle il va s'intéresser à la faune de Madagascar et de Centrafrique, puis à celles du Brésil et de la Guyane. De plus en plus systématicien, il décrit de nouvelles espèces de rongeurs et devient la référence pour des taxons réputés difficiles.
À partir de 1965, Francis Petter se met au service de la diffusion des connaissances scientifiques vers le "grand public", et s'attache à la rénovation de la galerie de Zoologie qui vient d'être fermée pour des raisons de sécurité. Avec toute l'énergie qui le caractérise, et avec quelques autres motivés comme lui (Jean Dorst, Claude Lévi…) , il orchestre la construction de la zoothèque, vaste réserve où est stockée la majeure partie des collections d'animaux naturalisés ou conservés de différentes autres manières du Muséum, dont de très nombreux « types ». Il anime ensuite le comité de chercheurs qui réfléchit au sein du Muséum à une thématique pour structurer de nouvelles présentations de la galerie de Zoologie ; c'est ainsi que le thème de l'Évolution des espèces s'impose progressivement. Pendant sa retraite, Francis Petter participe à titre bénévole au sein de la « Cellule de Préfiguration » à la réflexion muséologique pour la rénovation de la galerie en Grande galerie de l'évolution. Ce projet devient à partir de 1988 l'un des Grands Travaux de l’État. Après l'ouverture de la Grande Galerie de l'évolution en 1994 et jusqu'à son décès, Francis Petter continue de participer à de nombreuses expositions au titre de conseiller scientifique.
Homme de terrain hors pair, naturaliste, zootechnicien, systématicien, Francis Petter a publié plus de 150 articles et réalisé vingt descriptions de taxons. Spécialiste incontesté de l'écologie des petits mammifères sahariens et de la systématique des petits Muridés des régions tropicales, il fait partie à partir de 1969 de l'équipe de spécialistes animaliers auxquels fait appel François de La Grange pour son émission télévisée Les Animaux du Monde.

## Publications

### Publications grand public
- Francis Petter, Les mammifères, Volume no 1100 de la collection Que sais-je ?, Presses universitaires de France, Paris, 1963, 128 p.
- Francis Petter, Les animaux domestiques et leurs ancêtres, Bordas, Paris, 1973, 127 p.  (ISBN 2-04-007853-3)
- Dominique & Francis Petter, Les Félins, Guide du jeune naturaliste, Delachaux et Niestlé, Lausanne, 1993, 78 p.  (ISBN 2-603-00907-9)

### Publications scientifiques
Francis Petter a publié plus de 150 articles dans des revues scientifiques parmi lesquelles :
- Francis Petter, Répartition géographique et écologique des rongeurs désertiques de la région paléarctique, Mammalia, Paris, 1962.

Une liste plus complète est disponible dans l'article Hommage à Francis Petter.